# Saint-Jean-le-Thomas
Pour les articles homonymes, voir Saint-Jean.
Saint-Jean-le-Thomas est une commune française, située dans le département de la Manche en région Normandie donnant sur la baie du Mont-Saint-Michel. Elle est peuplée de 395 habitants.

## Géographie

### Localisation
La commune est située au nord-ouest de l'Avranchin. Son bourg est à 6 km à l'ouest de Sartilly, à 15 km au nord-ouest d'Avranches et à 17 km au sud de Granville.
Les communes limitrophes sont Champeaux et Dragey-Ronthon.

### Géologie

Carte géologique du Massif armoricain.

Saint-Jean-le-Thomas est localisée dans le domaine centre armoricain, plus précisément dans un bassin sédimentaire essentiellement briovérien dans lequel se sont mis en place des granitoïdes intrusifs formant le batholite granodioritique mancellien, avec quelques pointements sécants de leucogranite.
Les falaises, de 50 à 70 m de hauteur, s'étendent sur 5 km, depuis Carolles-Plage au Nord jusqu'à la plage de Saint-Michel au Sud, et sont incisées par la vallée du Lude. Elles se prolongent à l'intérieur des terres par des falaises mortes. Elles bordent le massif granitique de Carolles (constitué d'une granodiorite riche en biotite et en cordiérite parcourue par un réseau de diaclases souligné par une teinte rouille caractéristique d’un début d’altération) qui forme un plateau bocager dont l’altitude varie entre 70 et 110 m, et qui constitue la prolongation occidentale du massif granitique de Vire-Carolles, élément de ce batholite mancellien (mis en place entre 540 et 560 Ma). L'intrusion magmatique a développé à la périphérie de cette intrusion un métamorphisme de contact, à l'origine d'une auréole de cornéennes qui ceinture ce massif. Cette ceinture s'imprime dans le paysage par les falaises escarpées, contrastant avec la surface faiblement ondulée du massif granitique. « Les cornéennes constituent l'essentiel des affleurements du platier et des falaises ; elles se présentent en alternances rubanées de lits sombres et clairs dérivant des alternances siltosableuses granoclassées du Briovérien supérieur : les lits dérivant des faciès silteux sont riches en cristaux de cordiérite tandis que les passées sableuses évoluent en cornéennes granoblastiques, riches en quartz et micas (muscovite, biotite), à cordiérite altérée. Le litage oblique initial des sédiments briovériens est parfois encore visible ».

### Hydrographie
La commune est située dans le bassin Seine-Normandie. Elle est drainée par la Claire Douves et le Ru du Moulin,,.

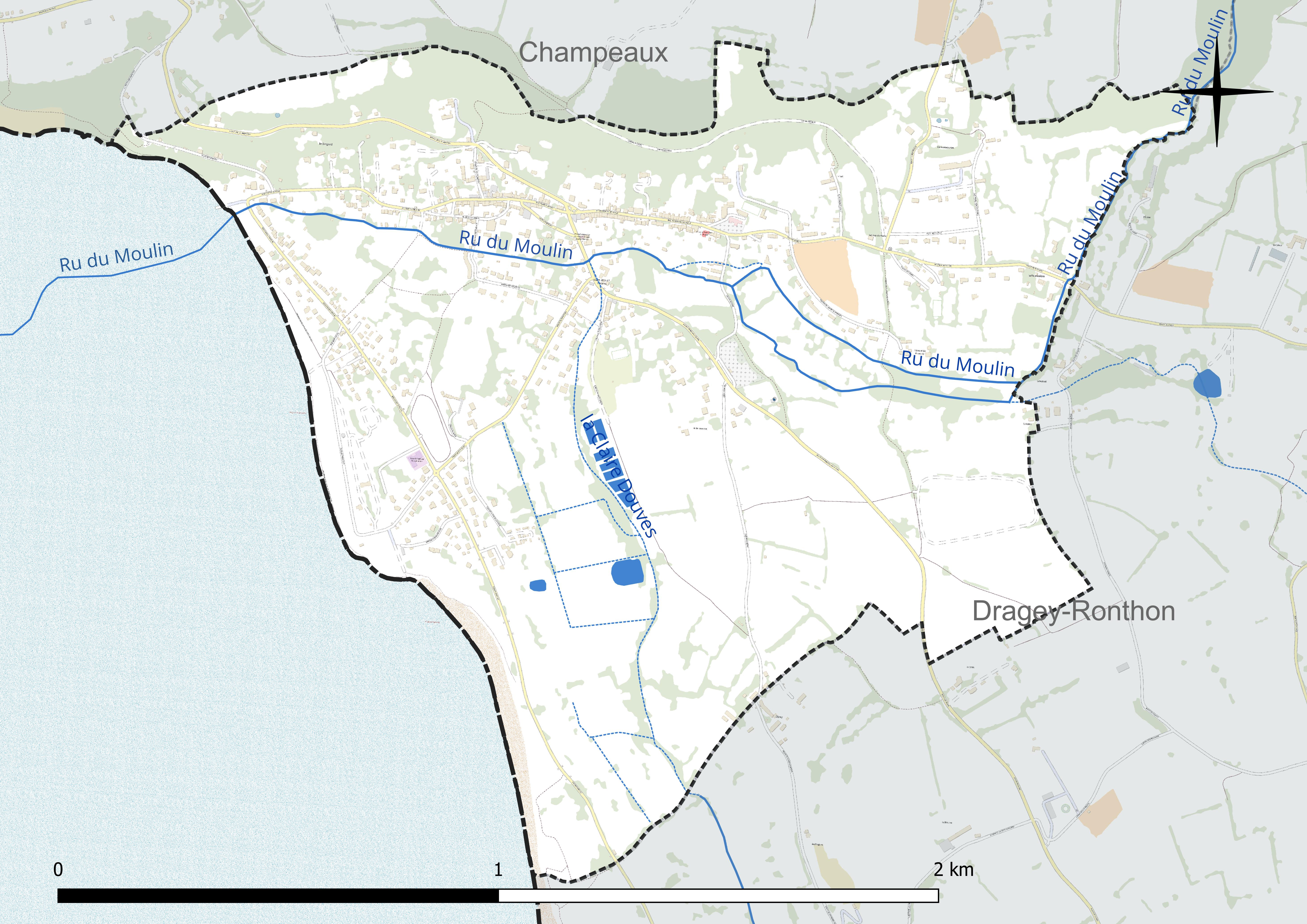
Réseau hydrographique de Saint-Jean-le-Thomas.

### Climat
Pour des articles plus généraux, voir Climat de la Normandie et Climat de la Manche.
En 2010, le climat de la commune est de type climat océanique franc, selon une étude du CNRS s'appuyant sur une série de données couvrant la période 1971-2000. En 2020, Météo-France publie une typologie des climats de la France métropolitaine dans laquelle la commune est exposée à un climat océanique et est dans la région climatique Bretagne orientale et méridionale, Pays nantais, Vendée, caractérisée par une faible pluviométrie en été et une bonne insolation. Parallèlement le GIEC normand, un groupe régional d’experts sur le climat, différencie quant à lui, dans une étude de 2020, trois grands types de climats pour la région Normandie, nuancés à une échelle plus fine par les facteurs géographiques locaux. La commune est, selon ce zonage, exposée à un « climat maritime », correspondant au Cotentin et à l'ouest du département de la Manche, frais, humide et pluvieux, où les contrastes pluviométrique et thermique sont parfois très prononcés en quelques kilomètres quand le relief est marqué.
Pour la période 1971-2000, la température annuelle moyenne est de 10,9 °C, avec une amplitude thermique annuelle de 11,7 °C. Le cumul annuel moyen de précipitations est de 904 mm, avec 13,5 jours de précipitations en janvier et 8,4 jours en juillet. Pour la période 1991-2020, la température moyenne annuelle observée sur la station météorologique la plus proche, située sur la commune de Longueville à 14 km à vol d'oiseau, est de 11,9 °C et le cumul annuel moyen de précipitations est de 802,4 mm,. Pour l'avenir, les paramètres climatiques de la commune estimés pour 2050 selon différents scénarios d’émission de gaz à effet de serre sont consultables sur un site dédié publié par Météo-France en novembre 2022.

### Paysages
Ses plages offrent un panorama sur le mont Saint-Michel, Tombelaine et la Côte d'Émeraude.

### Milieux naturels et biodiversité
La commune se situe en partie (versant sud du massif granitique) dans le site classé des « Falaises de Carolles-Champeaux et DPM ».

## Urbanisme

### Typologie
Au 1er janvier 2024, Saint-Jean-le-Thomas est catégorisée commune rurale à habitat dispersé, selon la nouvelle grille communale de densité à sept niveaux définie par l'Insee en 2022.
Elle est située hors unité urbaine et hors attraction des villes,.
La commune, bordée par la Manche, est également une commune littorale au sens de la loi du 3 janvier 1986, dite loi littoral. Des dispositions spécifiques d’urbanisme s’y appliquent dès lors afin de préserver les espaces naturels, les sites, les paysages et l’équilibre écologique du littoral, comme le principe d'inconstructibilité, en dehors des espaces urbanisés, sur la bande littorale des 100 mètres, ou plus si le plan local d'urbanisme le prévoit.

### Occupation des sols
L'occupation des sols de la commune, telle qu'elle ressort de la base de données européenne d’occupation biophysique des sols Corine Land Cover (CLC), est marquée par l'importance des territoires agricoles (69,9 % en 2018), en diminution par rapport à 1990 (74,8 %).
La répartition détaillée en 2018 est la suivante : zones agricoles hétérogènes (53,9 %), zones urbanisées (17,3 %), prairies (9,9 %), forêts (8,8 %), terres arables (6,1 %), espaces ouverts, sans ou avec peu de végétation (3 %), milieux à végétation arbustive et/ou herbacée (1 %).

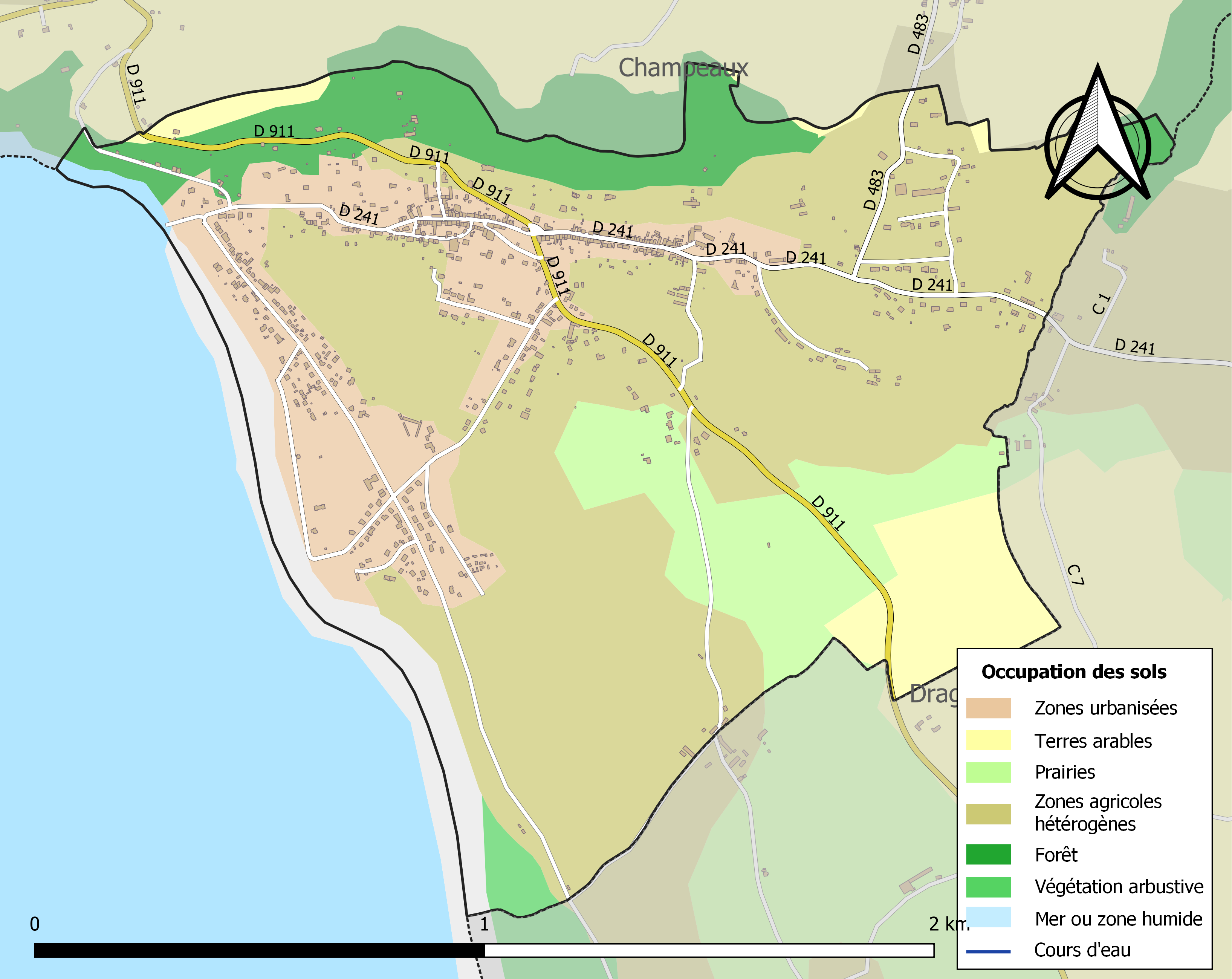
Carte des infrastructures et de l'occupation des sols de la commune en 2018 (CLC).

L'évolution de l’occupation des sols de la commune et de ses infrastructures peut être observée sur les différentes représentations cartographiques du territoire : la carte de Cassini (XVIIIe siècle), la carte d'état-major (1820-1866) et les cartes ou photos aériennes de l'IGN pour la période actuelle (1950 à aujourd'hui).

### Risques naturels et technologiques
L'érosion actuelle de la plage et des dunes de Dragey, formées en 4500 av. J.-C. (au moment d'une baisse significative du niveau marin) dans la baie du Mont-Saint-Michel, est à l'origine du recul du littoral d'environ 250 m depuis le milieu du XXe siècle, les produits d'érosion étant transportés jusqu'au bec d'Andaine où la progradation des crêtes de sable (barres sableuses allongées, bien individualisées que tous les trois ou cinq ans, et terminées en crochet) s'érigeant en avant des anciennes dunes bordières, est du même ordre.
Cette érosion découvre, lorsque la marée descend, des sols anciens de tourbe avec des traces de racines (principalement de roseaux), des vases finement litées et des chenaux méandriformes. La tourbière de Saint-Jean-le-Thomas, bien visible au niveau de la plage de Pignochet, correspond à une vasière, avec son marigot, et d'un marais maritime, mis en place il y a quelque 4 000 ans en arrière d'une ancienne barrière littorale qui a aujourd'hui disparu en raison de la remontée de la mer.
Les mesures établissent le recul du trait de côte à 2,5 mètres par an entre 1992 et 2021, avec une accélération depuis 2010. Le phénomène est renforcé par le changement climatique, qui provoque des tempêtes plus puissantes, et l'augmentation de la pluviosité hivernale, qui favorise les débordements de la Claire-Douve.

## Toponymie
Le nom de la localité est attesté sous les formes Sancti Johannis villam en 1022 et 1026 et de Saint Johan vers 1175.
La paroisse et son église sont dédiées à Jean le Baptiste. Le patronyme Thomas est lié par l'article le, l'ancien français pouvant donner à l'article valeur démonstrative : « Saint-Jean, celui de Thomas ».

## Histoire

### Préhistoire

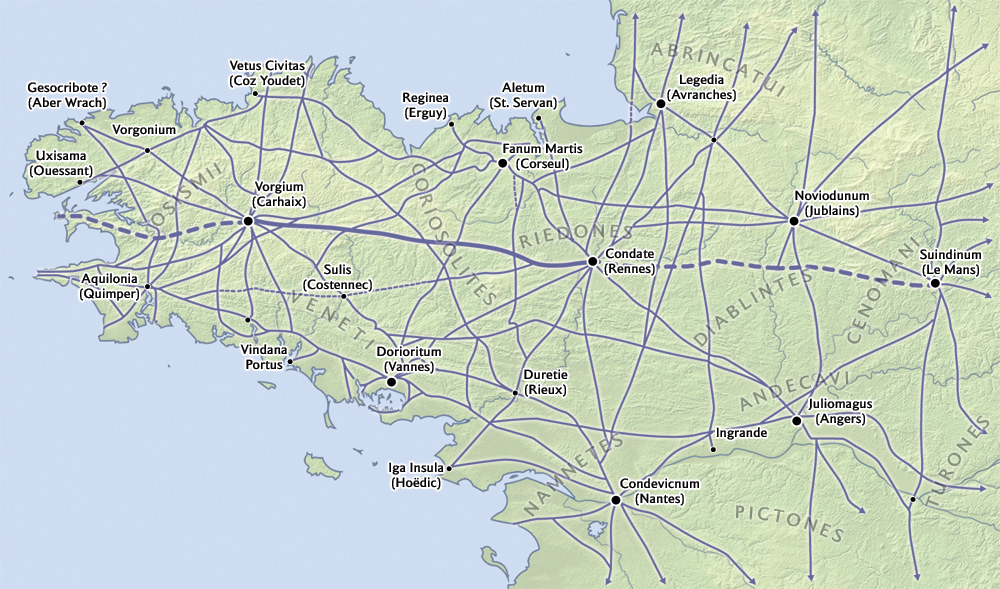
Carte de voies romaines en Gaule.

Les découvertes archéologiques sur l'estran depuis les années 1970 : des pêcheries datées de l'époque du bronze, deux fours de la même datation à la limite du cordon dunaire proches de ces pêcheries, des traces de bovins et des pas humains de plus de quatre mille ans, confirment l'occupation du site et son activité dès le néolithique.

### Antiquité
La récente datation des murs nord du chœur de l'église par sa structure et ses joints, confirmée par une datation au carbone 14 évoque le réemploi d'une construction gallo-romaine dont la nature n'est pas connue s'inscrit dans un environnement gallo romain avec un trésor monétaire découvert en 1912 lors d'une marée d'équinoxe qui a provoqué l'éboulement de la falaise d'argile, et le débouché d'une voie romaine de Mortain aux ports de la baie, démontre l'importance de l'occupation de ce lieu.

### Moyen Âge
En 917, Guillaume « Longue-Épée » fait donation à l'abbaye du Mont-Saint-Michel de la seigneurie, de l'église, du moulin, des vignes et des pêcheries.
Un Guillaume de Saint-Jean était en 1066 à Hastings aux côtés de Guillaume le Conquérant et aurait été chargé des transports du matériel de guerre.
Dans une charte datée de 1121, tirée du cartulaire manuscrit du Mont-Saint-Michel, on lit que Thomas, seigneur de Saint-Jean, transforme le castel primitif au bord de la falaise en château fort et a des démêlés avec l'abbé qui l'accuse de détruire ses bois. Il donne son nom à la seigneurie qui dorénavant sera Saint-Jean-le-Thomas. Au début du XIIIe siècle, Philippe Auguste en ordonne la destruction et la confiscation des biens au profit de l'abbaye du Mont-Saint-Michel et de Fouques Paisnel. Au XIXe siècle, on détruisit les restes du donjon.
Au cours de la seconde phase de la guerre de Cent Ans, et de l'occupation anglaise de la Normandie (1418-1450), Jacques Paynel, fils de Bertrand Paynel et de Jeanne de Garancières, fut charger par les Anglais, dans le milieu de l'année 1337, de tenir garnison dans la bastille de Saint-Jean-le-Thomas, avec vingt lances à pied et soixante archers, afin de renforcer le blocus du mont Saint-Michel.

### Époque contemporaine

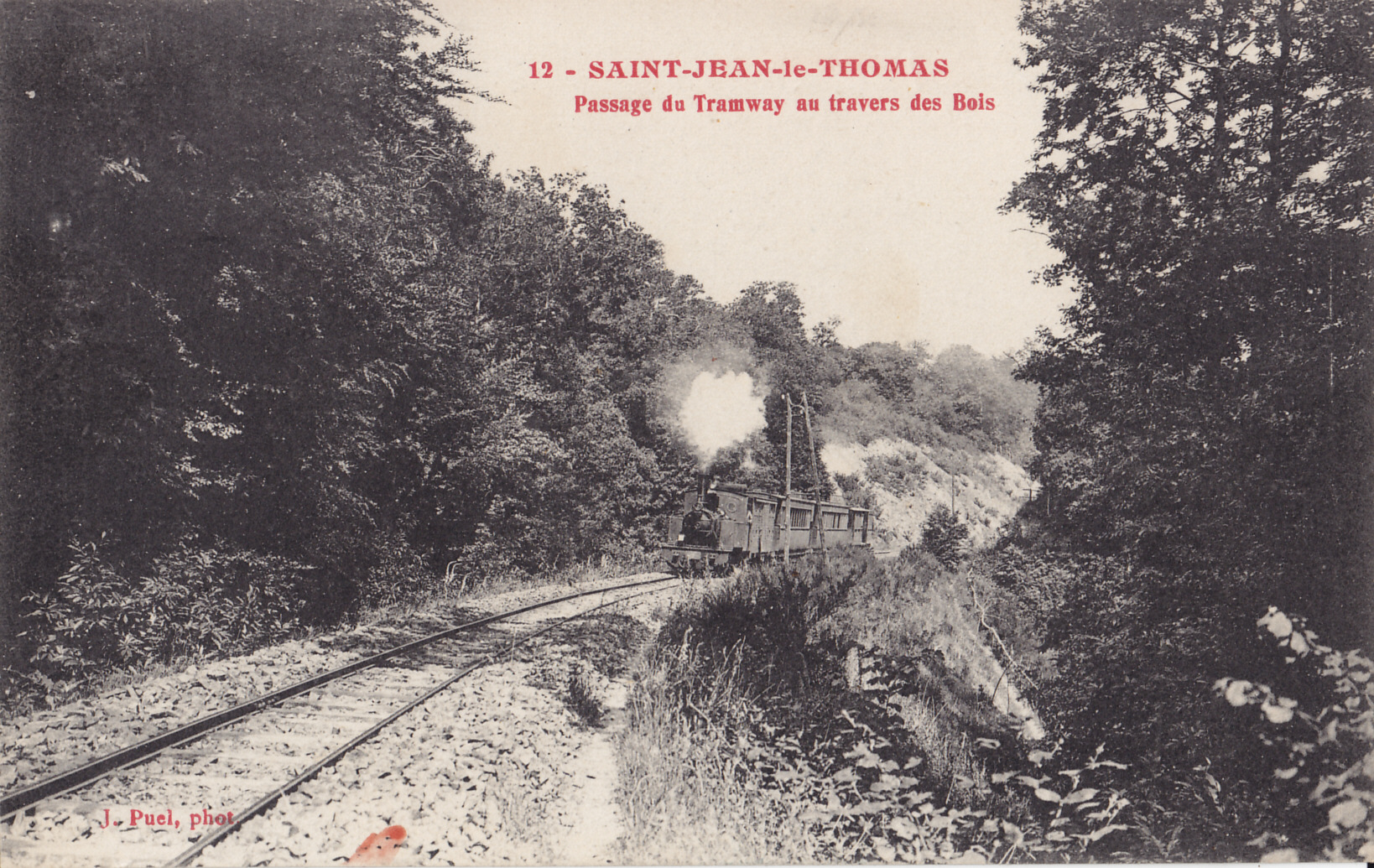
La ligne de Granville à Sourdeval à travers les bois de Saint-Jean-le-Thomas.

La commune a été desservie de 1908 à 1935 par la ligne de Granville à Sourdeval, un chemin de fer secondaire à voie métrique exploité par les Chemins de fer de la Manche.
Saint-Jean-le-Thomas s'associe à Dragey, Ronthon et Genêts le 1er janvier 1973. La nouvelle commune prend alors le nom de Dragey-Tombelaine. Genêts et Saint-Jean-le-Thomas quittent l'association en 1979 (Dragey-Tombelaine sera renommée Dragey, puis Dragey-Ronthon).

## Politique et administration

### Découpage territorial
Saint-Jean-le-Thomas fait partie du canton d'Avranches, et avant 2014, du canton de Sartilly.

### Liste des maires
| Période                                  | Période   | Identité        | Étiquette | Qualité   |
| ---------------------------------------- | --------- | --------------- | --------- | --------- |
| 1979                                     | 1989      | Maurice Pestour |           |           |
| 1995                                     | mars 2001 | Roger Grupallo  |           |           |
| mars 2001                                | En cours  | Alain Bachelier | SE        | Boulanger |
| Les données manquantes sont à compléter. |           |                 |           |           |

La mairie.

Le conseil municipal est composé de onze membres dont le maire et trois adjoints.

## Démographie
L'évolution du nombre d'habitants est connue à travers les recensements de la population effectués dans la commune depuis 1793. Pour les communes de moins de 10 000 habitants, une enquête de recensement portant sur toute la population est réalisée tous les cinq ans, les populations de référence des années intermédiaires étant quant à elles estimées par interpolation ou extrapolation. Pour la commune, le premier recensement exhaustif entrant dans le cadre du nouveau dispositif a été réalisé en 2008.
En 2022, la commune comptait 395 habitants, en évolution de −3,19 % par rapport à 2016 (Manche : −0,31 %, France hors Mayotte : +2,11 %).
| 1793 | 1800 | 1806 | 1821 | 1831 | 1836 | 1841 | 1846 | 1851 |
| ---- | ---- | ---- | ---- | ---- | ---- | ---- | ---- | ---- |
| 273  | 237  | 310  | 321  | 269  | 303  | 304  | 259  | 270  |

| 1856 | 1861 | 1866 | 1872 | 1876 | 1881 | 1886 | 1891 | 1896 |
| ---- | ---- | ---- | ---- | ---- | ---- | ---- | ---- | ---- |
| 263  | 250  | 264  | 258  | 240  | 241  | 227  | 197  | 229  |

| 1901 | 1906 | 1911 | 1921 | 1926 | 1931 | 1936 | 1946 | 1954 |
| ---- | ---- | ---- | ---- | ---- | ---- | ---- | ---- | ---- |
| 232  | 264  | 257  | 237  | 267  | 313  | 337  | 457  | 428  |

| 1962 | 1968 | 1975 | 1982 | 1990 | 1999 | 2006 | 2008 | 2013 |
| ---- | ---- | ---- | ---- | ---- | ---- | ---- | ---- | ---- |
| 377  | 376  | 327  | 390  | 398  | 395  | 421  | 429  | 429  |

| 2018 | 2022 | - | - | - | - | - | - | - |
| ---- | ---- | - | - | - | - | - | - | - |
| 378  | 395  | - | - | - | - | - | - | - |

## Économie et tourisme
Saint-Jean-le-Thomas est dénommé « commune touristique » depuis février 2010.

## Culture locale et patrimoine
La commune est labellisée Village patrimoine en 2006.

### Lieux et monuments

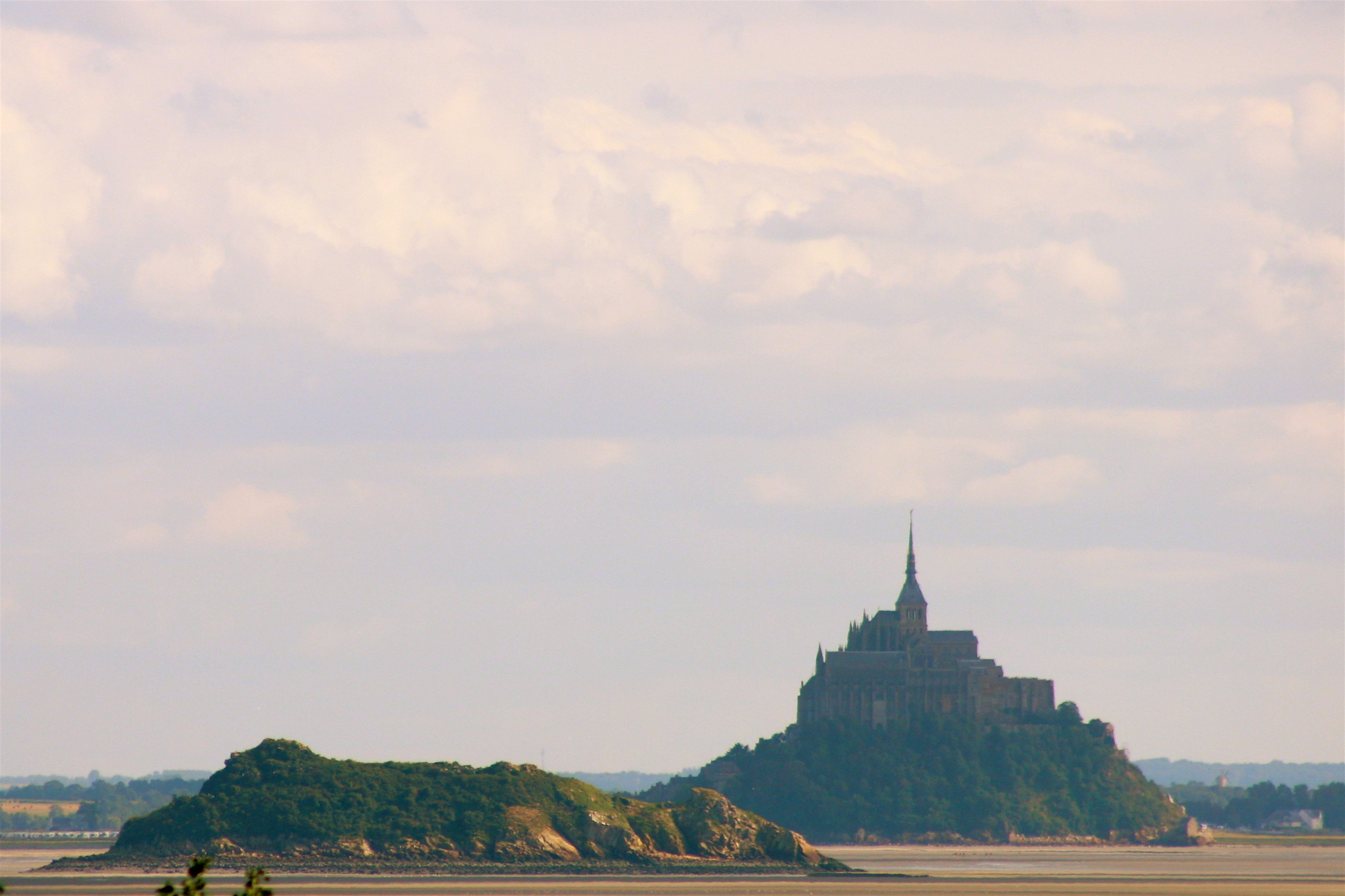
Tombelaine et le mont Saint-Michel vus depuis les hauteurs de Saint-Jean-le-Thomas.

L'église Saint-Jean-Baptiste du Xe siècle.

#### Église de Saint-Jean-le-Thomas
L'origine préromane de  l'église Saint-Jean-Baptiste (Xe siècle) est reconnaissable aux moellons de granit, à l'appareil en arête-de-poisson et aux petites fenêtres du chœur. Elle serait l'une des plus ancienne du département. La nef et le chœur (XIe) sont romans, les ouvertures de la nef sont gothique, le porche sud date du XIVe et le clocher-tour est du XXe. L'édifice est inscrit au titre des monuments historiques par arrêté du 8 juin 1967.
Elle abrite de nombreuses œuvres dont cinq sont classées au titre objet aux monuments historiques : une statue de Moïse du XVIIIe à usage de pupitre, une statue christ en croix du XVe, une statue Vierge à l'Enfant du XVe, un groupe sculpté sainte Anne et la Vierge du XVe et une chaire à prêcher du XVIIe, ainsi qu'un retable des XVIIIe, XIXe et XXe, des verrières du XIXe et XXe, huit panneaux armoriés, la plaque funéraire du père Agasse mort en 1683 et des peintures murales du XIe ou XIIe siècle (romanes). Peu lisibles, elles ont été identifiées comme la représentation du cycle biblique de Caïn et Abel. L'affrontement des deux frères est illustré sur le mur sud :
- l'offrande par Abel au manteau rouge d'un agneau que Dieu bénit et l'offrande par Caïn au manteau jaune d'une petite gerbe, alors qu'une gerbe plus importante demeure entre ses jambes ;
- le meurtre d'Abel par Caïn avec un outil de travaux agricoles, une pelle triangulaire. Dans la scène suivante, Dieu intervient pour protéger Caïn.

L'église Saint-Jean-Baptiste de Saint-Jean-le-Thomas après avoir dépendu de l'abbaye du Mont-Saint-Michel, de l'abbaye de La Lucerne puis du doyenné de Genêts, dépend aujourd'hui de la paroisse Saint-Auguste-Chapdeleine du doyenné du Pays de Granville-Villedieu.

#### Croix
La commune comporte trois croix :
- la croix cimétériale, la plus ancienne, en granit, qui date du XVe siècle : dressée dans l'enclos paroissial au sud de l'église, elle présente un fût octogonal scellé à un dé cubique qui repose sur un emmarchement à trois degrés[48] ;
- la croix du chemin du Vieux-Château, qui date du XVIIIe siècle : située dans le bourg, elle se dresse de même sur un emmarchement à trois degrés mais son fût est de section ronde et son dé présente un décor à dents[49] ;
- la croix de carrefour qui se situe au croisement de la D 483 et de la D 241, scellée dans un rocher qui affleure à cet endroit.

Les deux premières sont protégées (inscription) au titre des monuments historiques en tant qu'objets.

#### Château des Hauts
Le château qui date du XIXe siècle, a été bâti sur le site d'un château médiéval détruit au XIIIe siècle par Philippe Auguste.

#### Cabane Vauban
Sur le GR 223, sentier littoral ou sentier des douaniers, se trouvent trois cabanes Vauban : la plus connue est celle de Carolles, la deuxième celle de Champeaux et la troisième celle de Saint-Jean-le-Thomas. Ces postes de garde servaient de postes de guet jusqu'à leur désaffectation en 1815. Par la suite, ils furent utilisés par l'administration du télégraphe puis par le service des douanes.

#### Archéologie des pêcheries dans la partie nord-orientale de la baie du mont Saint-Michel
Comme tous les grands estuaires européens, la baie du Mont-Saint-Michel offre un patrimoine archéologique spécifique et spectaculaire. Elle le doit à plusieurs particularités liées à un environnement exceptionnel. En premier lieu, elle le doit à la richesse des ressources littorales telles que le poisson et le sel. Elle le doit également à des conditions géologiques rarement rencontrées : d'une part, une sédimentation continue pendant toute la durée de l'Holocène récent (depuis 6300 av. J.-C.), et d'autre part, à l'omniprésence de l'eau, qu'il s'agisse de l'eau douce de la nappe phréatique ou de l'eau salée apportée par le battement des marées. Par la qualité de la conservation des vestiges au sein de sédiments fins vaseux ou sableux, les sites dits « en milieu humide » constituent une des priorités actuelles de la recherche archéologique.
Les recherches archéologiques récentes réalisées dans la partie sud de la baie se sont portées sur l'activité de briquetage aux époques gauloises et gallo-romaines (Bizien-Jaglin, 1995), ainsi que sur l'occupation de la Butte de Lillemer et de son marais vers 4000 av. J.-C. (Laporte et al., 2003). Nous évoquerons ici le travail en cours sur la partie nord-orientale qui porte principalement sur les vestiges d'anciennes pêcheries fixes.

##### Les pêcheries du nord-est de la baie
En 2003 a été lancé un programme de recherche visant à étudier les installations anciennes sur le domaine maritime. Ce projet a montré l'état général de conservation exceptionnel de ce type de sites. La zone nord-est de la baie (secteur de Saint-Jean-le-Thomas - Champeaux) constitue à cet égard un véritable laboratoire d'étude pour les anciennes pêcheries. Grâce à une faible exposition à la houle du nord-ouest et à des dépôts de sédiments très fins, les vestiges de ces sites ont pu être remarquablement conservés, même s'ils sont aujourd'hui largement menacés par l'érosion littorale.
Les travaux sur la zone intertidale ont été menés dans des conditions difficiles. Ils ont jusqu'à présent comporté des relevés topographiques, l'étude du contexte sédimentaire de cette zone, des campagnes d'échantillonnage des bois, des fouilles et des travaux d'analyse (étude des bois et des restes de poissons, datation au carbone 14).
Les sites découverts se partagent en trois grands ensembles :
- au sud, des pêcheries en bois du début du bronze ancien (vers 2000 av. J.-C. en date calibrée) ;
- au nord, des pêcheries médiévales mêlant digues de pierre et palissades en bois ;
- au centre, un ensemble de structures circulaires en pierres (avec parfois des pieux de bois), non datées et probablement également liées à la pêche[53].

##### Les pêcheries en bois des plages de Pignochet et de Saint-Michel
Une grande partie des travaux de fouille a principalement porté sur le site de la pêcherie de la plage de Pignochet à Saint-Jean-le-Thomas, qui est aujourd'hui l'une des plus anciennes installations de ce type en Europe. Il revient à Alain L'Homer d'avoir découvert ce site dans les années 1970 et d'en avoir fait une première étude avec la collaboration d'A. Petra. Ingénieur géologue et familier de la baie du Mont-Saint-Michel, Alain L'Homer fut intrigué par l'aspect singulièrement ancien du bois qu'il trouva sur une plage soumise à l'érosion. Il en préleva un fragment pour effectuer une datation par le carbone 14. : celle-ci révéla que ces pieux dataient du début de l'âge du bronze.
Vers 2000 av. J.-C., la mer a atteint temporairement un niveau moyen relativement proche de l'actuel dans un contexte transgressif. S'installant dans une zone traversée par des chenaux de marée, les hommes ont alors construit sur l'estran une vaste installation en bois, couvrant près de deux hectares et destinée à piéger les poissons. Découverte dans un état de conservation exceptionnelle, elle est constituée d'alignements de pieux : au centre, deux structures fermées en bois, en périphérie des alignements rayonnants. Chaque alignement supportait un entrelacs de gaules, tandis que des branches très fines, des herbacées ou des tiges de fougères protégeaient fréquemment la base de ces haies, fortement exposées à la houle, et qui nécessitaient un entretien permanent.
L'un des aspects les plus spectaculaires du site réside également dans la présence de multiples renforts obliques étayant les palissades, qui devaient s'élever à un minimum de 1,50 m de hauteur.
Les principales essences ayant servi à la fabrication des pieux sont l'aulne, le saule, le frêne, le noisetier, plus rarement le chêne. L'analyse des éléments issus de la fouille des premiers sondages permet également une approche de l'approvisionnement en bois de clayonnage composé surtout de noisetiers, mais également de saules et de genêts.
Les nombreux chenaux qui traversent l'installation semblent avoir eu une fonction importante. Le principe de piégeage des poissons semble toutefois plus complexe que les pêcheries actuelles. La connaissance de l'environnement du site a considérablement progressé grâce, d'une part, à une collaboration étroite avec les géologues et géomorphologues travaillant sur le site. Une première typologie des faciès lithologiques sur la zone intertidale actuelle a ainsi été dressée. Les objectifs principaux de cette analyse sont de mesurer l'éloignement du site par rapport à la côte, d'identifier les multiples chenaux qui ont sillonné l'estran et de les dater par rapport à la période de fonctionnement de la pêcherie.
La fouille de multiples secteurs a été riche d'informations techniques, aussi bien sur les dispositifs de protection du pied de haie que sur les modes de clayonnage. L'élévation de clayonnage conservée grâce à une chape de tangue peut ainsi atteindre une cinquantaine de centimètres. Le passage de petits chenaux de marée traversant des haies de clayonnage peut être identifié en surface par la présence de nombreux galets de tangue ou de graviers. Les aménagements découverts évoquent plusieurs zones « pêchantes » et la possibilité de barrer le chenal par un filet ou bien une grande nasse. L'érosion active a permis l'observation de nombreuses empreintes de pas humains bien visibles, ainsi que des zones de circulation de bovidés. Les objets archéologiques rencontrés sont rares et souvent sans rapport avec ceux que l'on trouverait sur un site d'habitat : peson de filet en terre cuite, copeaux de bois, liens torsadés en branches de noisetier, outil en bois de cerf emmanché destiné à fendre du bois. Les restes de poissons sont fréquemment piégés en pied de haie : le tamisage des nombreux prélèvements a permis la collecte d'un grand nombre d'écailles, de quelques éléments de rachis et de crâne actuellement en cours d'étude.
La pêcherie en bois de la plage Saint-Michel est située environ 500 m au nord de la précédente et utilise le même vaste système de chenaux de marées. Cette pêcherie en bois, découverte plus récemment, a globalement une forme en V dont l'angle est très ouvert vers le nord-ouest. Elle est indiscutablement implantée dans un ancien paléochenal colmaté. À la pointe du dispositif, la ligne de pieux s'interrompt pour faire place à un aménagement qui a été partiellement fouillé. Le long des pieux est apparue une trame de fines gaules de noisetier entrelacées sur une armature de piquets épointés. Ces piquets sont répartis tous les 20 cm en moyenne et forment un véritable panneau de clayonnage autonome, fixé sur la face aval de la haie.
L'existence de panneau de clayonnage mobile est pour la première fois attestée dans cette zone d'étude. Ce dispositif est connu dès le Néolithique final et a été employé jusqu'à quasiment aujourd'hui sur les pêcheries en bois de la façade occidentale du Cotentin. Cette installation semble contemporaine de l'ensemble de la plage de Pignochet.

###### Les pêcheries médiévales en pierre de Champeaux
Au niveau du site des Falaises (au sud de Champeaux qui forme la limite méridionale du massif granitique de Vire-Carolles, à mi-distance entre la cale de Sol-Roc et la plage Saint-Michel de Saint-Jean-le-Thomas), figure un vaste complexe de digues de pierres en forme de « V », couvrant près de douze hectares. Cet ensemble spectaculaire et visible du haut de la falaise émergeait des sédiments estuariens dans les années d'après-guerre. Complètement envasé, il n'est réapparu à Alain L'Homer et A. Petra qu'en 1992 par l'effet de l'érosion littorale. Catherine Bizien-Jaglin a survolé ces pêcheries en septembre 2000 et en fait état pour la première fois en 2001. Le premier indice de l'ancienneté de cet ensemble est fourni de manière très indirecte, dans la charte de fondation de l'abbaye de La Lucerne en 1162, qui mentionne que le seigneur Guillaume de Saint-Jean fit don, à Saint-Jean même, d'une pêcherie ainsi mentionnée : « la place d'une pêcherie à la mer et toute la dîme de toutes les pêcheries et des seiches venant de la pêche en bateau ». Rien n'indique toutefois qu'il s'agisse du même groupe de pêcheries.
Une première datation au carbone 14 réalisée sur un échantillon provenant d'un pieu de chêne situé au sein d'une des digues les plus anciennes du site a donné environ 700 apr. J.-C. Il apparaît donc que, dans ce cas précis, des travaux de restauration et d'entretien plus récents n'ont pas fait disparaître les vestiges de l'installation primitive. Le relevé général des vestiges est en cours grâce à un appareil GPS différentiel.
Les digues de pierres de ces pêcheries offrent un substratum dur favorable à l'ancrage et au développement des récifs d'hermelles qui édifient des biohermes denses (15 000 à 60 000 individus par m3).

###### Bilan
Faute d'un intérêt suffisant pour le patrimoine fluvial et maritime, l'archéologie des pêcheries a connu un retard considérable en France, particulièrement pour la zone littorale. Pourtant le poisson en estuaire offre l'une des plus grandes densités de nourriture dont puissent disposer les sociétés traditionnelles.
Ailleurs en Europe, particulièrement dans les îles Britanniques, les données accumulées sur cette activité sont très nombreuses depuis une vingtaine d'années. Elles ont été possibles principalement dans les grands estuaires qui offrent des conditions très protégées, comparables à celles de la baie du mont Saint-Michel, qui sont uniques sur le littoral français.

### Personnalités liées à la commune
- La famille de Saint-Jean dont le fief historique est Saint-Jean-le-Thomas : famille de la noblesse normande ; grands propriétaires terriens des évêchés d'Avranches et Coutances[59], dont les membres participent activement à la conquête de l'Angleterre au côté du duc de Normandie Guillaume le Conquérant, et sont largement récompensés par ce dernier et ses successeurs par d'importants domaines en Angleterre[60] : ainsi au début du XIIe siècle, le seigneur de lieu, Thomas de Saint-Jean fait construire un château fort provoquant des démêlés avec l'abbé du Mont, finalement un accord sera trouvé en 1123 ; et en 1162, dans une nouvelle charte de fondation, Guillaume de Saint-Jean, seigneur de Saint-Jean-le-Thomas, Olive de Penthièvre sa femme : fille du comte Étienne Ier de Penthièvre, comte de Suffolk et seigneur de Richmond en Angleterre[61], veuve d'Henri baron de Fougères[62], et Robert son frère, concèdent à l'abbaye de La Lucerne le terrain où le monastère fut définitivement bâti ; ils confirment les donations faites antérieurement par Hasculph de Subligny, et y ajoutent la donation de l’église de Saint-Jean-le-Thomas[63], avec différents autres revenus dans les diocèses d’Avranches, de Coutances et même en Angleterre[64]. Au commencement du XIIIe siècle, la famille de Saint-Jean voit toutes ses possessions françaises confisquées par le roi de France Philippe-Auguste[65], la famille de Saint-Jean se divisa alors en deux branches, l'une française qui fait souche en Bretagne[réf. nécessaire] et l'autre en Grande-Bretagne : famille anglaise des Saint-John, dont le philosophe et ministre anglais Henry St John, 1er vicomte Bolingbroke[66]. Selon Léonor de Mons, la branche aînée de Saint-Jean-le-Thomas se perpétua outre-Manche en donnant les comtes de Bolingbroke, tandis que la branche cadette des seigneurs de Saint-Jean-le-Corail resta sur place et s'éteignit en 1349[67].
- Dwight D. Eisenhower établit son quartier général à la villa « Montgomery » à Saint-Jean-le-Thomas du 19 août au 29 septembre 1944. Eisenhower séjourne à Saint-Jean-le-Thomas du 19 août au 29 septembre 1944. Il occupe la villa Montgomery avec le lieutenant-colonel anglais James Gault, de la garde écossaise, qui représente le maréchal Montgomery auprès d'Eisenhower et Kay Summersby, sa fidèle secrétaire, qui fait office de chauffeur du général. Une plaque commémorative est apposée sur la villa et une autre au carrefour. La villa a été nommée ainsi en référence à la famille de Montgomery, et au comté de Montgommery.
- Une autre « personnalité » est indissociable de Saint-Jean-le-Thomas qui lui doit une poussée de notoriété : le cheval Idéal du Gazeau, champion équin né le 14 février 1974, en Vendée et mort le 27 février 1998 aux, Pays-Bas, spécialiste du trot attelé, qu'elle héberge au haras des Dunes de 1975, à l'âge d'un an, jusqu'à son départ comme reproducteur pour la Suède en 1983. Les Saint-Jeannais pouvaient parfois croiser leur « Idéal » à l'entrainement sur la plage[68]. La popularité locale du cheval est à la hauteur de son palmarès hors du commun : il est notamment le seul cheval à avoir obtenu trois fois le titre officieux de champion du monde du trot et remporta par deux fois le prix d'Amérique. Pour Eugène Lefèvre, son driver et Marcel Ernault, son lad : « Il aimait les longues promenades relaxes sur la plage de Saint-Jean-le-Thomas qu’il a rendu célèbre », dans le cadre d’une fête du cheval, Idéal du Gazeau est revenu à Saint-Jean. Fêté aux Hauts avec Eugène Lefèvre et Marcel Ernault, Il fit le tour du village, acclamé par les Saint-Jeannais et de nombreux supporters. De lui-même, il alla sur les lieux du restaurant de la Plage où on lui offrait autrefois une salade. Des habitués y avaient pensé[69].
- Émile Le Marié des Landelles, peintre (1847-1903), sa tombe dans l'ancien cimetière est protégée par un bloc de granit porté par deux pleureuses.

### Souvenirs de Jean Robidel

#### 31 juillet 1944: les Américains arrivent à Jullouville
Les services de l'état-major d'Eisenhower s'installent dans le château de la Mare, propriété de la colonie de la ville de Saint-Ouen. Un central téléphonique est édifié. Sur le plateau situé au-dessus de la vallée des peintres, un camp d'aviation va permettre d'incessants départs et arrivées d'avions de renseignement. Eisenhower habite une immense roulotte camping.
La maison Montgomméry : sur le plateau de Champeaux, la route de Jullouville à Avranches permet au voyageur de prendre du regard la baie du Mont-Saint-Michel dans sa quasi-totalité. Le point de vue est assez remarquable pour avoir été qualifié par Édouard Herriot de « plus beau kilomètre de France ». La descente vers Saint-Jean-le-Thomas laisse, sur la gauche, la falaise flanquée de belles demeures et propriétés boisées. Parmi elles se cache la maison Montgomméry. Celle-ci servira de résidence au général Eisenhower du 19 août au 29 septembre 1944.
Le choix porté par les Américains sur cette maison a sans doute été préparé avec soin. À l'abri des regards, facile à protéger, en raison de sa situation en bord de la baie, sur un coteau escarpé, confortable et spacieuse, elle dispose d'une terrasse qui offre un panorama exceptionnel sur le mont Saint-Michel, le rocher de Tombelaine et l'ensemble de la baie. À proximité de la maison s'élevait, au XIIe siècle, le donjon du château de Saint-Jean qui lui-même avait été édifié à l'emplacement de fortifications romaines. C'est dire que les Américains chargés de trouver une résidence sûre ne s'étaient pas trompés. La maison porte un nom prestigieux : « Montgomméry », souvenir du bastion que le seigneur de Montgomery avait construit à cet endroit, au XVIe siècle. En 1944, la villa Montgomméry est la propriété de M. Benois, associé de la maison Coty, la célèbre marque de parfums. À cette époque, personne n'occupe la maison car la famille Benois a quitté sa résidence pour Genève et Chamonix.

#### Premiers contacts
Jean Robidel, 24 ans, Saint-Jeannais, est chargé d'entretenir la maison, le parc et les jardins qui sont situés alors de l'autre côté de la route, sur le coteau. Jean Robidel a échappé au service du travail obligatoire en Allemagne.

« Un jour, le 7 ou 8 août, un officier américain est venu me demander les clefs de la maison. Il avait demandé par politesse l'autorisation du maire de Saint-Jean, M. Percepied. On a parcouru le parc, il prenait des notes... quelques jours plus tard, un camion est arrivé. Des Américains ont emménagé une baignoire, car celle de la villa était trop petite à leur goût. Les soldats ont déchargé du charbon pour le chauffage de la maison. Un groupe électrogène a été installé, car depuis le mois d'avril nous n'avions plus d'électricité. Suivaient des fourneaux à fioul pour la cuisine. Je fus chargé d'aller chercher un grand lit dans la villa voisine, propriété des Massin. Ma sœur et ma femme avaient fait le ménage et fleuri les pièces. La caravane roulotte est arrivée par la suite. Des stocks de nourriture et des rouleaux de tissus furent rentrés dans la propriété : ils occupaient la moitié de l'une des pièces de la maison. J'avais vu auparavant apporter des kilomètres de fil de téléphone dans et tout autour de la propriété. »

#### Le personnel d'Eisenhower
« Durant la campagne d'Afrique du Nord, en Italie et à Londres, un personnel accompagne Eisenhower. Il est encore présent à la villa Montgommery : son maître d'hôtel principal, Williams, un superbe noir bâti en armoire à glace, qui était « le chouchou » du général. Deux assistants cuisiniers, des Noirs. Un vacher ! En effet, Eisenhower avait deux vaches, Maribell et Lullabell pour le lait frais et la crème. Elles paissaient au-dessus de la villa. Deux valets de chambre, l'ordonnance Michaël Mckeogh. Un chauffeur, Léonard Dray, de Détroit, ouvrier chez Ford et un mécanicien qui avaient à disposition trois Packard. Un plombier, Sam Cassalino, qui était originaire de New York. Un tailleur, Michel Popp, yougoslave originaire de Belgrade. Celui-ci s'installera dans une grande avenue de New York après la guerre. Trois ouvriers tailleurs étaient sous ses ordres.
Les Blancs logeaient dans la villa mais les Noirs, dans les dépendances. La guerre n'avait pas effacé les pratiques du pays. Tous ces gens avaient beaucoup d'estime pour celui qu'ils appelaient "le chef". »

#### L'entourage d'Eisenhower
« Occupaient la villa avec Eisenhower, le lieutenant-colonel britannique James Gault, de la Garde écossaise qui représentait le maréchal Montgomery auprès d'Eisenhower et Kay Summersby, une belle jeune femme aux cheveux roux, que certains appelaient la « fidèle secrétaire » et qui faisait office de chauffeur du général. Et puis, il y avait les officiers de passage, Patton et Bradley, ces généraux avec qui Eisenhower coordonnait l'avancée de trois millions de soldats vers l'Allemagne, le général Kœnig, les officiers de l'Armée de l'air que je reconnaissais à leur uniforme et qui allaient participer à la bataille d'Arnheim. Le maréchal Montgomery n'est jamais venu à la villa : il faut dire que les deux hommes avaient peu de sympathie mutuelle. »

Dans son livre Croisade en Europe, Eisenhower cite tous ceux qui l'entouraient : « La qualité des services qui me furent rendus par mon état-major personnel est un de mes meilleurs souvenirs de guerre. Tous accordaient à mes affaires et même à mon confort, une priorité absolue. »

#### Les soldats américains à Saint-Jean
« Un dispositif de sentinelles avait été mis en place autour de la propriété, tous les vingt-cinq mètres. Elles étaient reliées entre elles par téléphone. Et, sur la falaise de Champeaux, un camp de deux mille hommes avait été monté en quelques jours. Des patrouilles de nuit de six hommes se relayaient pour protéger la villa. Les soldats américains venaient parfois boire un coup chez le père Redon, à l'hôtel de la Plage ainsi que chez la mère Rosper. Mais leur présence à Saint-Jean était beaucoup plus discrète que celle des soldats allemands. »

#### Eisenhower et la table
« C'était un bon vivant. Il adorait la crème fouettée que lui préparait son vacher avec le lait des deux vaches qui elles aussi étaient arrivées à la villa Montgommery. Il dégustait la crème avec framboises et mûres sauvages. Le petit déjeuner était très copieux. J'allais chercher régulièrement du filet de bœuf, de gros morceaux, à la boucherie du village tenue par Pierre Grant, occupée aujourd'hui par M. Lecarpentier. A 9 heures, chaque matin, Eisenhower venait à la cuisine. Il avait trois cuisiniers mais cela ne l'empêchait pas de faire lui-même sa tambouille. C'était la cuisine à l'américaine, généreuse en maïs, souvent très épicée. Par contre, les fruits de mer lui étaient inconnus. Je leur fournissais parfois des légumes du jardin qui s'étendait de la route jusqu'au chemin de la plage. »

« Un jour, Eisenhower est allé manger avec des généraux et Miss Kay à la Grande Auberge, tenue alors par M. et Mme Tilche, juifs anglais qui portaient l'étoile jaune au revers de la veste et qui n'avaient jamais été importunés par les nazis. La Grande Auberge est toujours là, sur la route qui mène à l'église, vaste demeure aujourd'hui transformée en appartements. »

#### L'emploi du temps du général
« Il allait et venait entre le quartier général de Jullouville et la villa Montgomméry, recevait les officiers, se reposait. Le mois de septembre n'avait pas été très beau mais il allait souvent sur la terrasse regarder et contempler les méandres changeants que le sable et les rivières dessinent dans la baie. »

#### Atterrissage forcé dans la baie
« Le 27 ou 28 aout, Eisenhower est parti pour Paris, afin de rencontrer De Gaulle après la libération de Paris par la division Leclerc. Son avion s'était envolé de la piste de Carnet à proximité de Saint-James. La piste de Carolles était en effet trop courte pour l'avion du général. Ce jour-là, le brouillard était épais, le pilote a dû poser son avion dans la baie du Mont-Saint-Michel. Le général en sortit avec une entorse au genou. C'est moi qui le soignais tous les jours avec de la tangue de la baie. Fangothérapie ou tangothérapie déjà appliquée. »

Dans Croisade en Europe, Eisenhower relate cet incident : « Nous essayâmes de traîner l'avion assez loin du bord de la mer pour éviter qu'il fut atteint par la marée montante. Ce faisant, je me démis un genou. Mon pilote Underwood m'aida à traverser la plage pendant que je scrutais d'un œil anxieux le sable uni pour y détecter toute trace de mine enfouie... ce fut une marche pitoyable sous une pluie diluvienne. »

#### Les relations avec les occupants de la ville
« J'ai eu le privilège d'être le seul français à approcher le général et son entourage. J'avais mes entrées partout. Eisenhower parlait mal notre langue, j'ai donc eu peu de conversation avec lui.
Les sentinelles me demandaient souvent de l'eau, c'était l'été, et en échange, ils me donnaient des cartouches de cigarettes.
Lorsque la bataille d'Arhneim fut terminée, je demandai au colonel Gault si la guerre allait prendre fin rapidement. Il me répondit qu'il faudrait encore attendre plusieurs mois.
Le tailleur était un chic type, il s'exprimait bien en français. Il travaillait beaucoup, pour le général, ses officiers, Miss Kay...
Mais c'est avec Williams, le maître d'hôtel que j'ai le plus échangé. Ayant suivi Eisenhower en Afrique, en Italie, à Londres, présent aux repas, il était au courant de tout ce qui se passait. Je n'avais pas de poste radio, et avec Williams, j'étais au courant de l'avancée du front, des projets et des résultats.
C'est grâce à lui que je pus suivre les préparatifs de la bataille d'Arnheim.
Tous les gens de la villa venaient souvent nous voir chez nous à la villa Bingard. Ma mère leur faisait des crêpes. On passait de bonnes soirées avec eux. Heureux d'apprendre le français, ils étaient curieux de tout, regardaient nos livres d'histoire et cherchaient à nous faire plaisir. Ils m'offrirent du matériel pour me raser, Michel Popp voulut tailler des jupes pour ma femme et ma sœur mais celles-ci ne voulaient pas se déshabiller devant des hommes. Ma femme et ma sœur allaient chercher le bois et le cidre à la villa ; elles aussi avaient leurs entrées. Les Américains leur offraient le thé et les faisaient monter dans leurs jeeps. Ils aimaient bien discuter avec elles. »

#### La bataille d'Arnheim
« Il semble bien que le séjour d'Eisenhower à Saint-Jean-le-Thomas ait consisté à coordonner les préparatifs de cette bataille. Il y avait chez tous le désir d'en finir au plus vite avec la guerre. Le plus impatient était sans doute Montgommery. Il persuada Eisenhower de lui affecter l'armée aéroportée alliée pour monter une attaque au pont d'Arnheim aux Pays-Bas. C'était le principal objectif de l'opération Market Garden. Il permettrait de franchir le Rhin par le pont d'Arnheim et de pénétrer dans la Ruhr. C'en aurait été fini de la puissance de guerre nazie. Lancée le 17 septembre, l'opération Market Garden fut un demi-échec dû au mauvais temps, la 1re division aéroportée britannique fut décimée, la tête de pont ne fut pas établie. Il faudra attendre le mois de mai 1945 pour retrouver la paix. »

### Eisenhower et de Gaulle
« C'est toujours par William que j'appris qu'Eisenhower n'avait aucune sympathie pour de Gaulle. En Afrique du Nord, Eisenhower avait rencontré l'amiral Darlan qui faisait partie du régime de Vichy et que les Américains avaient fait venir en Afrique du Nord. William me racontait qu'il n'avait jamais vu son chef aussi en colère que le jour où, au cours d'un repas, il avait appris que Darlan avait été assassiné, en décembre 1942. »

### Départ
« Après la bataille d'Arnheim, Eisenhower devait partir pour Versailles installer son quartier général. Avant de partir, le maître d'hôtel voulait faire une grosse commande de filet de bœuf. La Normandie offrait des vivres, mais qu'en était-il de la région parisienne ?
Le 29 septembre 1944, Eisenhower quittait la villa Montgomméry, suivi de son entourage et de son personnel. Quand les soldats partirent, il ne restait plus que quelques fils de téléphone oubliés dans la propriété et le souvenir d'avoir vu les hommes du nouveau continent, leur matériel moderne, leur maïs, leur whisky. et quelques adresses que ma sœur a conservées. J'ai reçu après la guerre une ou deux lettres du personnel mais à ma connaissance aucun de ceux qui avaient séjourné à la villa, n'est revenu sur les lieux. En 1953, j'apprenais que l'hôte de la villa Montgommery en août et septembre 1944 était élu président des États-Unis. La télévision française vint me filmer, le journaliste Georges Panchené m'interviewa et j'eus droit à des émoluments d'artiste.
La villa Montgommery est toujours là, bien nichée dans la falaise regardant le va-et-vient de la mer et l'archange saint Michel. Le temps efface les traces du passage des hommes, même célèbres. Pourtant la mémoire découvre encore ce moment de l'été 1944 qui vit l'extraordinaire libération de l'Europe du nazisme. Saint-Jean-le-Thomas en fut un modeste point stratégique durant quelques semaines.
Une plaque commémorative a été posée au carrefour de la route de Jullouville et de l'avenue De Gaulle. En 1953, le conseil municipal de Saint-Jean décerna au nouveau président des États-Unis le titre de citoyen d'honneur de Saint-Jean-le-Thomas.
Dwight David Eisenhower est mort en 1969, après avoir mis fin à la guerre de Corée et établi les premiers contacts directs avec l'URSS. Il avait été président des États-Unis de 1953 à 1961. »

## Héraldique
| Blason de Saint-Jean-le-Thomas | Blason  | D'argent plain au chef de gueules chargé de deux molettes d'éperon du champ. |
| Blason de Saint-Jean-le-Thomas | Détails |                                                                              |